# Coralie Fargeat
Coralie Fargeat (París, 24 de noviembre de 1976) es una directora de cine y guionista francesa. Es conocida por su primer largometraje Revenge de 2017, por la que recibió premios en festivales de cine independientes, como en el Festival de Sitges, Monster Fest, el Festival Internacional de Cine Fantástico de Bucheon, el Festival Internacional de Cine de Calgary y el Festival Internacional de Cine de Cleveland. Fargeat estrenó su segunda película, The Substance, en el Festival de Cannes 2024, donde ganó el premio a mejor guion.

## Datos biográficos
Fargeat nació y creció en París. Estudió en el Instituto de Estudios Políticos de París y después estudió en La Fémis, una escuela de cine en París.  Mientras estaba allí, fue seleccionada para participar en Atelier Scénario, un taller de escritura de guiones de un año.
Mientras asistía a La Fémis, Fargeat y su grupo de amigos directores crearon un colectivo llamado La Squadra, donde todos intentaron crear y editar sus largometrajes juntos, enfrentando dificultades similares ya que cada uno quería crear películas de horror.

## Estilo cinematográfico e ideología
Fargeat está fascinada con la suspensión de la incredulidad y usa imágenes y símbolos para expresar algo simple de una manera poderosa. Le fascinan las películas que son capaces de crear su propio mundo y logran existir fuera del ámbito de la realidad, citando películas de venganza como Kill Bill y Rambo como ejemplos de ello.

## Filmografía
| Año  | Título             | Rol                               | Notas                                           |
| ---- | ------------------ | --------------------------------- | ----------------------------------------------- |
| 2003 | El telegrama       | Directora y escritora             | Cortometraje                                    |
| 2007 | Campanas Les Fées  | Directora                         | Series de TV                                    |
| 2014 | Realidad+          | Directora y escritora             | Cortometraje                                    |
| 2017 | Venganza           | Directora, escritora y editora    |                                                 |
| 2022 | El hombre de arena | Directora                         | Serie de televisión; episodio: "Coleccionistas" |
| 2024 | La sustancia       | Directora, escritora y productora |                                                 |

## Premios y distinciones
Premios Óscar
| Año  | Categoría            | Película     | Resultado |
| ---- | -------------------- | ------------ | --------- |
| 2025 | Mejor película       | La sustancia | Nominada  |
| 2025 | Mejor dirección      | La sustancia | Nominada  |
| 2025 | Mejor guion original | La sustancia | Nominada  |

Globos de Oro
| Año  | Categoría       | Película     | Resultado |
| ---- | --------------- | ------------ | --------- |
| 2025 | Mejor dirección | La sustancia | Nominada  |
| 2025 | Mejor guion     | La sustancia | Nominada  |

BAFTA
| Año  | Categoría            | Película     | Resultado |
| ---- | -------------------- | ------------ | --------- |
| 2025 | Mejor dirección      | La sustancia | Nominada  |
| 2025 | Mejor guion original | La sustancia | Nominada  |